# Leslie Archer
Leslie Archer   (Farnham, 27 de febrer de 1929 - Dénia, 18 de desembre de 2019), conegut també com a Les Archer Jr., fou un motociclista anglès que destacà durant la dècada del 1950 competint en diverses disciplines, entre les quals velocitat i motocròs. Fou el guanyador del darrer Campionat d'Europa de motocròs de 500cc disputat, el de 1956 (un any abans que aquest títol esdevingués mundial) i formà part de l'equip britànic guanyador del Motocross des Nations de 1953.

## Resum biogràfic
El seu pare, Les Archer (1907-2001), havia estat també un pilot de motociclisme popular durant la dècada del 1920, quan se'l coneixia com a The Aldershot Flyer ("El volador d'Aldershot"). Entre altres èxits, va guanyar el Mellano Trophy a Brooklands el 1933, una cursa que més tard, el 1946, va guanyar també el seu fill. Fou l'única vegada que pare i fill guanyaven tots dos aquell trofeu.

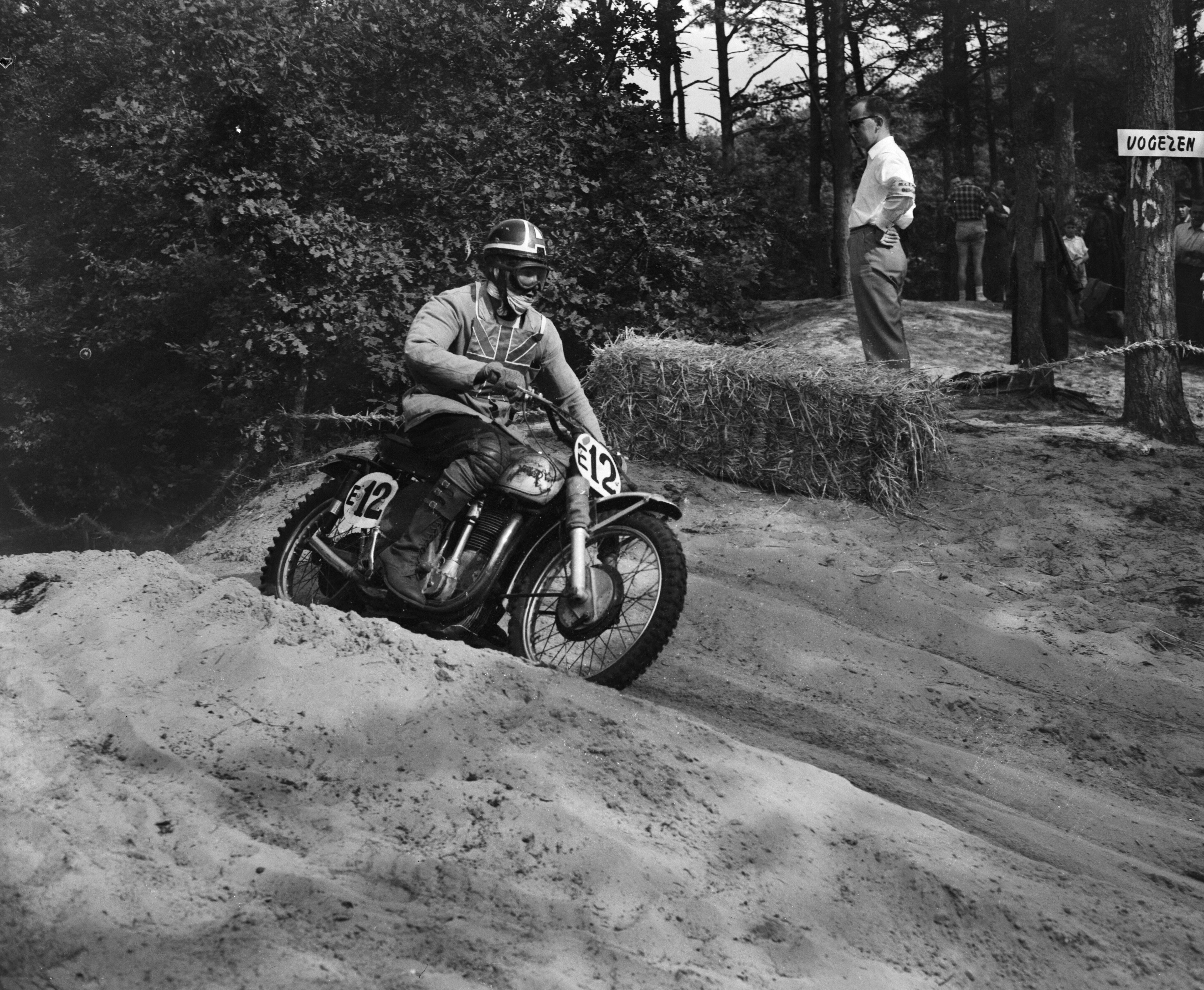
Archer amb la Norton Manx durant el GP dels Països Baixos de 1955

Les Archer Jr. va començar a competir després de la Segona Guerra Mundial. Entre altres actuacions importants, va pilotar la New Imperial oficial al TT de l'illa de Man de 1947, va tornar a córrer a l'illa el 1948 (el darrer any en què hi competí el seu pare, amb qui va coincidir a la cursa), i va prendre part en els ISDT de 1950, disputats a Llandrindod Wells, País de Gal·les, com a membre de l'equip de l'exèrcit britànic. En aquell equip coincidí i feu amistat amb Eric Cheney, qui amb el temps esdevingué un dels millors dissenyadors de motocicletes britànics.
El 1951 disputà el primer Campionat britànic de motocròs, anomenat aleshores ACU Scramble Drivers' Star, i hi quedà subcampió darrere de Geoff Ward. El 1956, amb una Norton Manx altament modificada, Archer va guanyar el campionat europeu de motocròs després d'haver-hi aconseguit la màxima puntuació mai acumulada per cap participant, 32 punts nets, gràcies als quatre Grans Premis que va guanyar. En aquella època, Archer estava cada cop més involucrat en el desenvolupament de motocicletes i, juntament amb el seu amic Eric Cheney, va obtenir una gran notorietat en aquest ram. Tots dos van assumir el desenvolupament de les Norton de motocròs després que la marca decidís de centrar-se en les curses de velocitat.
La carrera esportiva de Leslie Archer es va allargar fins a la temporada de 1967, en què es va retirar definitivament. Abans, però, encara guanyà proves importants com ara la primera edició de la cursa italiana Coppa Mille Dollari, el 1965. Ja retirat, va treballar de locutor i periodista especialitzat en temes de motociclisme, es va convertir en un habitual dels esdeveniments motociclistes "vintage" i fins i tot va tornar a Imola un parell de vegades per a participar en homenatges i revivals en aquest històric circuit. Fins i tot va aconseguir que li deixessin la seva cèlebre Norton Manx (dipositada al Museu Nacional de Motocròs de Birmingham) per a fer una volta cerimonial al circuit el 2014.
Un cop retirat, Archer s'establí al País Valencià, concretament a Calp, Marina Alta, on residí fins a la seva mort.

## Palmarès en motocròs
| Any  | Motocicleta | C. del món 500cc | MXDN | C. britànic 500cc |
| ---- | ----------- | ---------------- | ---- | ----------------- |
| 1951 | Norton      | -                |      | 2n                |
| 1952 | Norton      | -                |      | 3r                |
| 1953 | Norton      | 5è               | 1r   | 7è                |
| 1954 | Norton      | 10è              |      | ?                 |
| 1955 | Norton      | 5è               |      | ?                 |
| 1956 | Norton      | 1r               |      | 9è                |
| 1957 | Norton      | 5è               |      | ?                 |
| 1958 | Norton      | 14è              |      | ?                 |
| 1959 | Norton      | 5è               |      | ?                 |
| 1960 | Norton      | 9è               |      | ?                 |
| 1961 | Norton      | -                |      | ?                 |
| 1962 | Norton      | -                |      | 9è                |

Notes
1. ↑  La classificació consignada a MXDN fa referència a la posició final obtinguda per l'equip estatal
2. ↑  Fins al 1956 inclòs no existia el Campionat del Món de 500 cc, ans el Campionat d'Europa